# Jerzyk blady
Jerzyk blady (Apus pallidus) – gatunek średniej wielkości ptaka z rodziny jerzykowatych (Apodidae).

## Zasięg występowania
Zasiedla południową Europę (zwarty zasięg najdalej na północ w Górach Iberyjskich, pojedyncze wystąpienia stwierdzono i z bardziej północnych regionów), Maderę, Wyspy Kanaryjskie, północną Afrykę od Mauretanii na wschód po Pakistan w Azji Południowej. Populacje z południa zasięgu i niektóre z Bliskiego Wschodu są osiadłe, pozostałe migrują; zimowiska znajdują się głównie w Sahelu. Zabłąkane osobniki odnotowywano dalej na południe aż po Zambię.
W październiku 2013 w Kołobrzegu odnotowano pierwsze wystąpienie gatunku w Polsce. Po raz drugi stwierdzono go w listopadzie 2018 we Władysławowie, zaś do końca 2021 odnotowano łącznie 10 stwierdzeń.

## Systematyka

### Podgatunki
Wyróżnia się trzy podgatunki A. pallidus, które zamieszkują:
- A. p. brehmorum E. Hartert, 1901 – Madera, Wyspy Kanaryjskie, wybrzeże północnej Afryki, Europa Południowa do Turcji; zimuje głównie w Sahelu.
- A. p. illyricus Tschusi, 1907 – północno-zachodnie wybrzeża Półwyspu Bałkańskiego; zimuje głównie we wschodnim Sahelu.
- A. p. pallidus (Shelley, 1870) – od Mauretanii na wschód lokalnie przez Saharę, Egipt i Bliski Wschód do Pakistanu; migrujące populacje zimują w Sahelu, rzadziej na wybrzeżu Pakistanu.

Dawniej za podgatunek jerzyka bladego uznawano także A. niansae somalicus, obecnie traktowany jako podgatunek jerzyka brązowego.

### Etymologia
Epitet gatunkowy pallidus to łaciński przymiotnik oznaczający „blady”.

## Morfologia
WyglądBardzo podobny do jerzyka zwyczajnego, niemalże identyczny. Ma jednak większą i bardziej intensywną białą plamę na gardle. W dobrych warunkach świetlnych jasnobrązowe brzegi piór tworzą jakby łuskowanie. Dookoła oka czarna plama, płytsze wcięcie w ogonie. Ciemniejszy grzbiet i nieco jaśniejsze skrzydła. Młode takie jak dorosłe.
Wymiarydługość ciała: 16–17 cm
rozpiętość skrzydeł: 42–46 cm
masa ciała: 50 g

## Ekologia

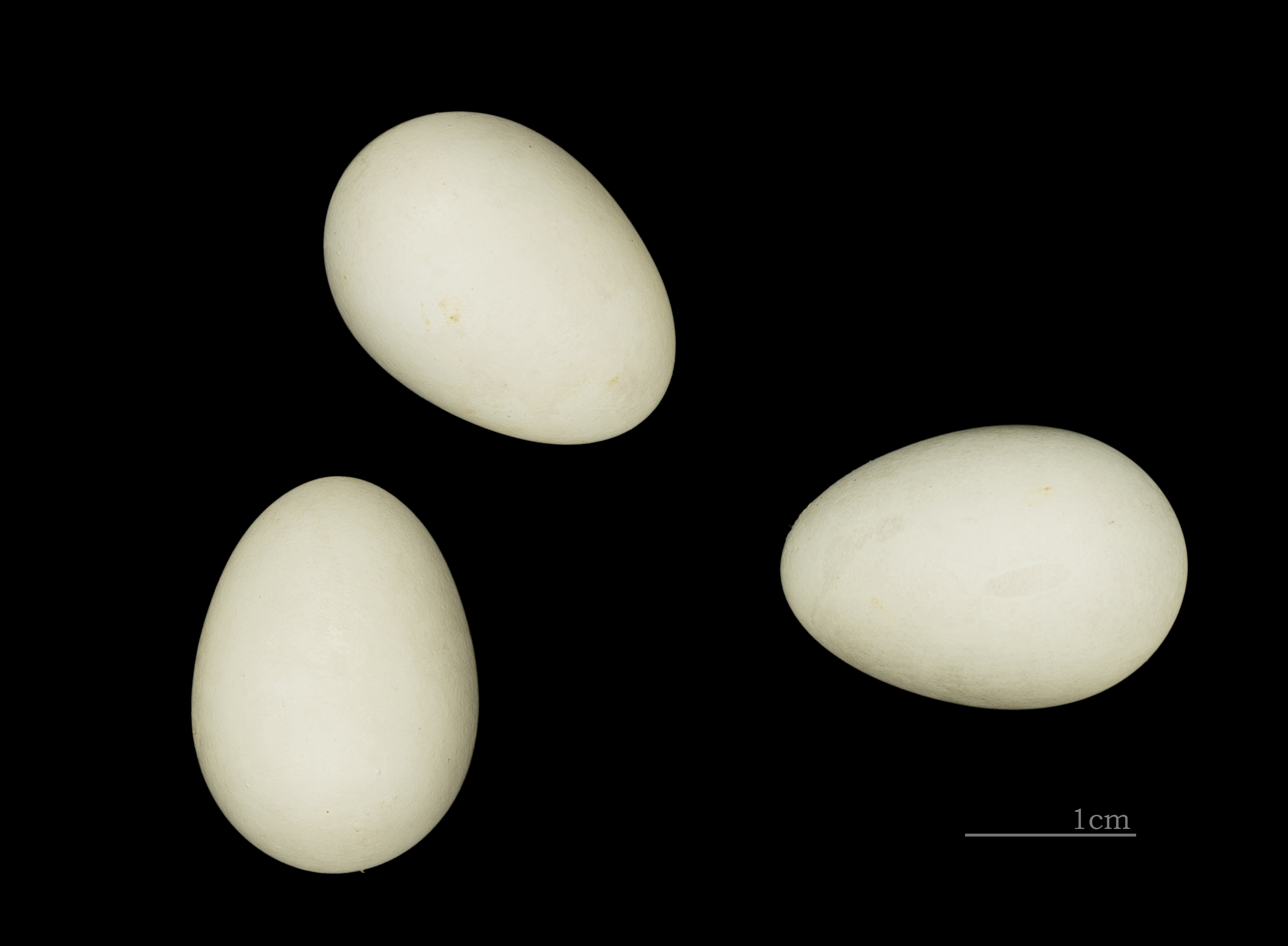
Jaja z kolekcji muzealnej

BiotopZamieszkuje suche i skaliste obszary.
GłosPodobny do jerzyka zwyczajnego, ale niższy.
LęgiGniazduje w starych budynkach i na klifach. Dwa lub trzy jaja inkubowane przez około 20 dni.

## Status i ochrona
IUCN klasyfikuje jerzyka bladego jako gatunek najmniejszej troski (LC, Least Concern) nieprzerwanie od 1988 roku. Liczebność światowej populacji, obliczona w oparciu o szacunki organizacji BirdLife International dla Europy z 2015 roku, mieści się w przedziale około 0,8–1,5 miliona dorosłych osobników. Ze względu na brak dowodów na spadki liczebności bądź istotne zagrożenia dla gatunku BirdLife International uznaje trend liczebności populacji za prawdopodobnie stabilny.
Na terenie Polski gatunek ten jest objęty ścisłą ochroną gatunkową.